# Sentori secondari
Nella analisi organolettica di un vino i sentori secondari o fermentativi - o anche profumi secondari - sono quelli che derivano nel corso del processo di vinificazione dall'azione di alcuni enzimi appena prima della fermentazione o dall'azione di lieviti durante la fermentazione.
A differenza dei primari e dei terziari i sentori secondari sono presenti in tutti i vini e sono in genere attribuibili agli alcoli, alle aldeidi, agli acidi grassi e altri.
In genere conferiscono al vino profumi floreali, fruttati, di frutti secchi e confetture.
Essendo in massima parte prodotti dai lieviti di fermentazione, si è venuta creando negli anni novanta l'ipotesi di poter dare al vino alcuni sentori secondari predefiniti utilizzando lieviti selezionati appositamente. Se da un punto di vista teorico questo è possibile, da un punto di vista pratico le esperienze fatte in cantina hanno poi dato risultati molto diversi. Si è infatti riscontrato che molte famiglie di lieviti partecipano tutte insieme alla fermentazione e tra queste, oltre ai lieviti inoculati, vi sono i lieviti cosiddetti selvaggi, i lieviti selezionati utilizzati nella cantina del produttore confinante, i lieviti utilizzati l'anno precedente etc. L'uso di lieviti selezionati sembra quindi solo spingere i sentori secondari in una certa direzione, diminuire il rischio di sentori di difetti dovuti all'azione di lieviti incompatibili e aiutare a rendere secchi mosti molto dolci senza per questo riuscire a creare esattamente il profumo voluto.